# 500px
500px.com — фотохостинг и социальная сеть для фотографического сообщества творческих людей со всего мира.

## О ресурсе
Первая версия ресурса 500px.com появилась в начале 2003 года. Тогда из-за невысокой пропускной способности Интернет-канала разрешения в 500 пикселей было достаточно для размещения фотографии на сайте и отображения её на ЭЛТ-мониторах. С упрощением доступа к высокоскоростному Интернету на ресурсе произошёл ряд изменений. Версия 2.0 вышла в 2009 году.
Создатели сайта — жители Торонто Олег Гуцол и Евгений Чеботарёв — открыли сайт 500px 31 октября 2009 года. Ресурс набрал 1000 пользователей в 2009 году, а по состоянию на июнь 2011 года его база пользователей увеличилась до 85 000.
В июне 2011 года ресурс объявил о привлечении внешних инвестиций в его развитие в размере 525 000 долларов США от венчурного капитала Deep Creek Capital и ff Venture Capital.
К октябрю 2011 года число пользователей ресурса выросло до трёх миллионов. Новым членам сайта предоставляется настраиваемое портфолио, однако, бесплатные пользователи ограничены загрузкой семи изображений в неделю. При покупке премиум-членства это ограничение снимается, а также предлагаются дополнительные возможности.
Web-версия ресурса по состоянию на декабрь 2011 года поддерживает интерфейс на следующих языках: английский, немецкий, русский, испанский, португальский.
Ресурс имеет приложение для Android, iPad и iPhone с интерфейсом на русском языке.
Ресурс имеет плагин для программы Adobe Photoshop Lightroom®.